# Mănăstirea Broșteni
Mănăstirea Broșteni este o mănăstire ortodoxă din România, situată în satul Broșteni din comuna Drăgușeni (județul Suceava). A fost construită în perioada 2001-2006 într-o poiană din mijlocul unei păduri, pe coama unui deal.

## Istoric
Piatra de temelie a bisericii cu hramul "Sf. Trei Ierarhi" a fost pusă în septembrie 2001 de către IPS Arhiepiscop Pimen Zainea al Sucevei și Rădăuților. Lucrările de construcție s-au desfășurat prin strădania protosinghelului Iosif Grigore (1957-2005), starețul mănăstirii.
Pisania bisericii consemnează un număr mare de familii de credincioși care au contribuit la construirea lăcașului de cult: Ioan și Natalia Grumăzescu, Dumitru și Elena Dascălu, Constantin și Mariana Poenariu, Marcel și Livia Iacob, Dinu și Mirela David, Cornel și Elena Cazacu, Tatian și Paraschiva Delianu, Vasile și Ileana Moldovanu, Viorel și Angelica Dascălu, precum și Dumitru Iacoviță.
Biserica a fost pictată în tehnica fresco de zugravul Viorel Gherasim din Fălticeni, în stil neobizantin.
Sfințirea lăcașului de cult a avut loc la 13 august 2006 de către IPS Arhiepiscop Pimen, înconjurat de un sobor de preoți. La ceremonia au participat un număr mare de credincioși din localitățile învecinate.

## Fotogalerie

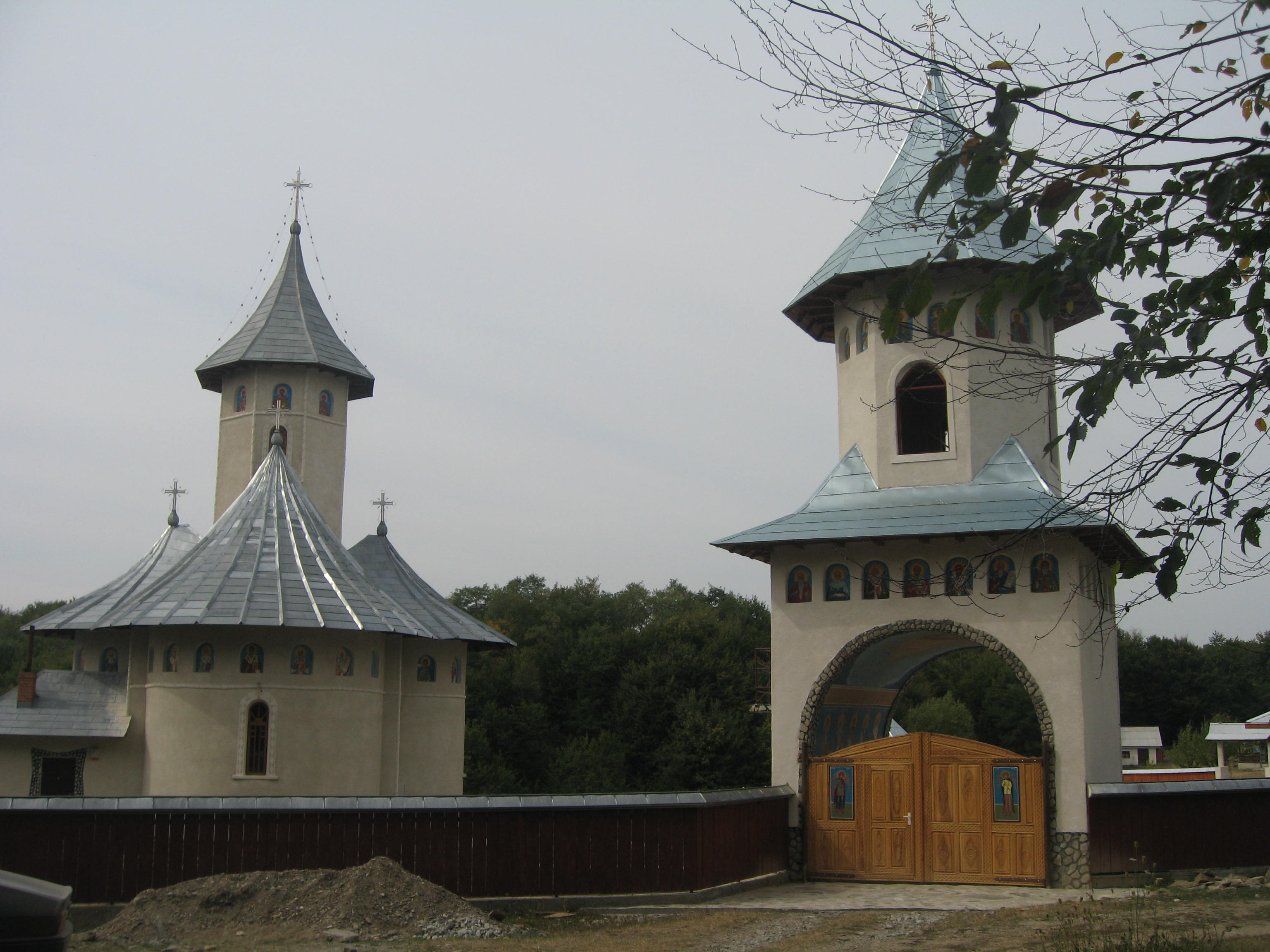
Mănăstirea se află într-o poiană din mijlocul unei păduri
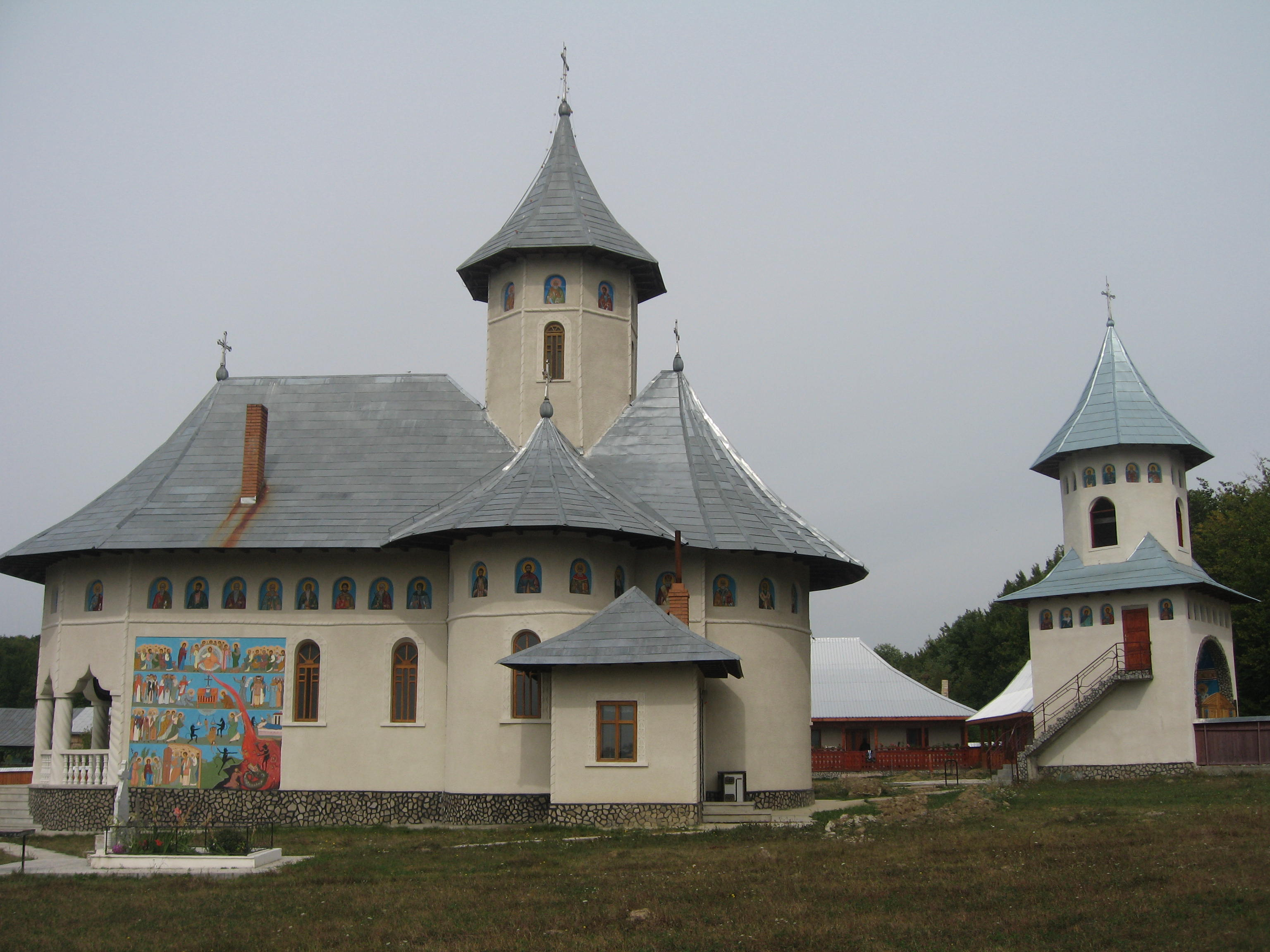
Biserica şi turnul clopotniţă
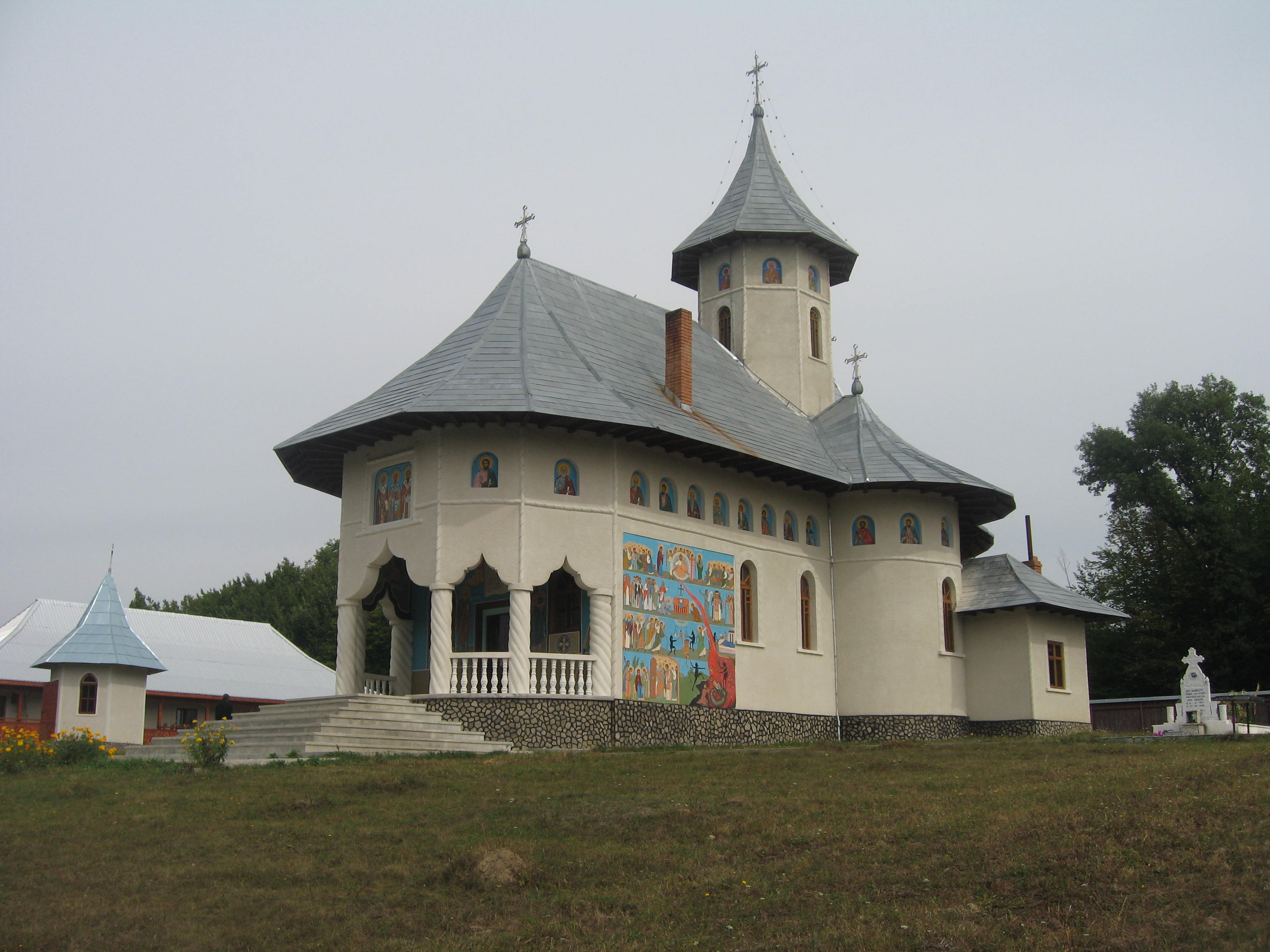
Biserica
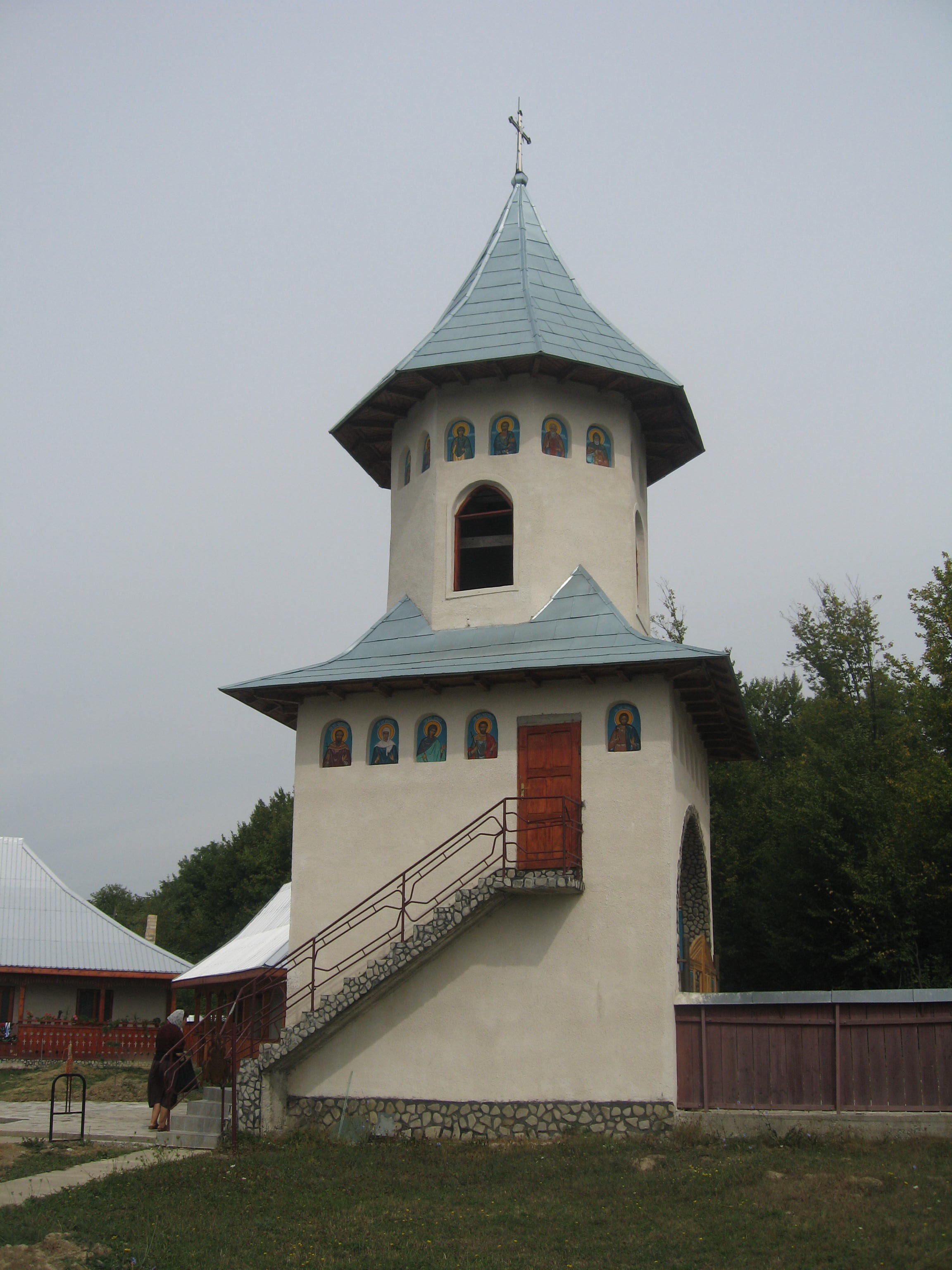
Turnul clopotniţă
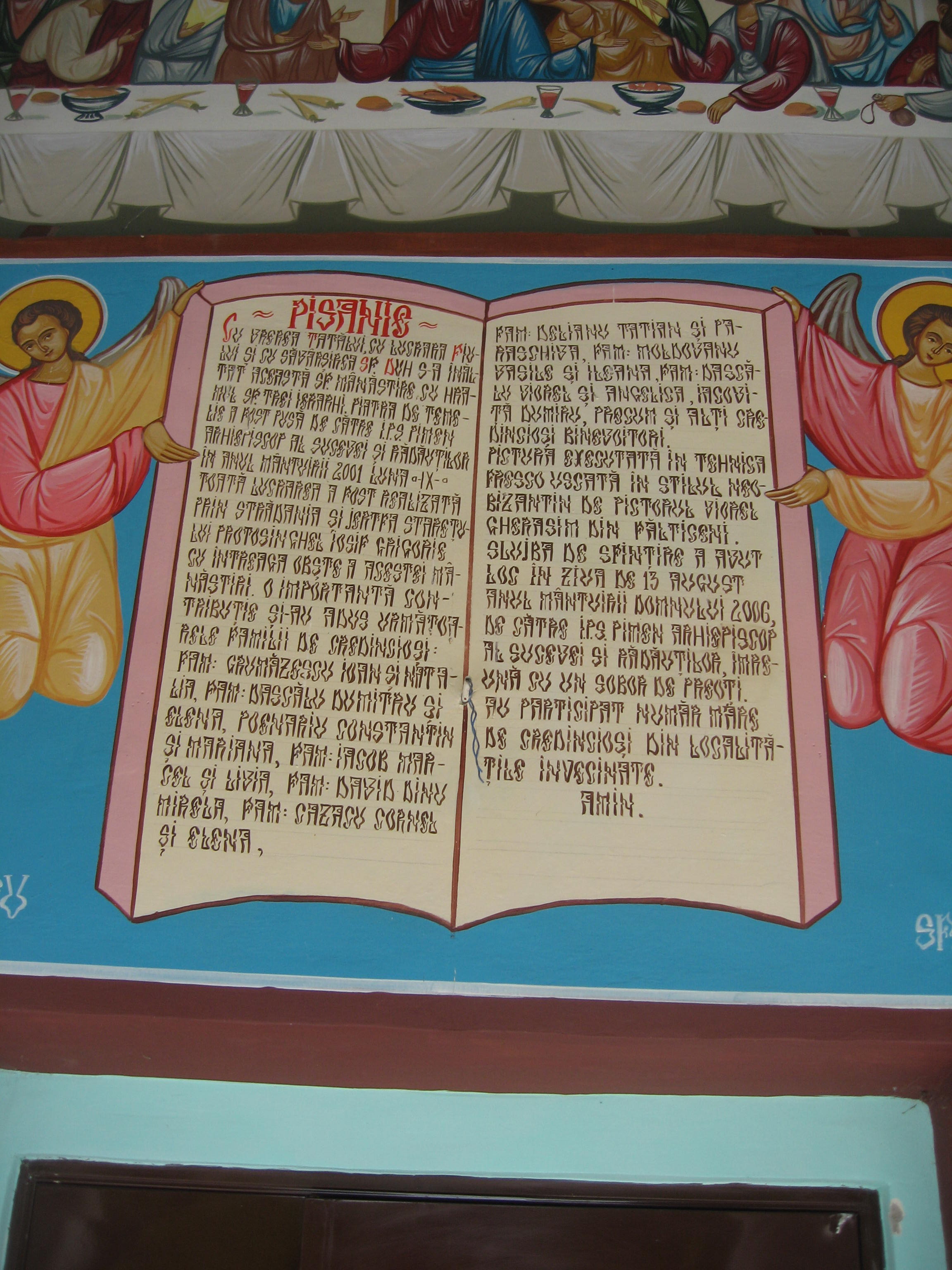
Pisania
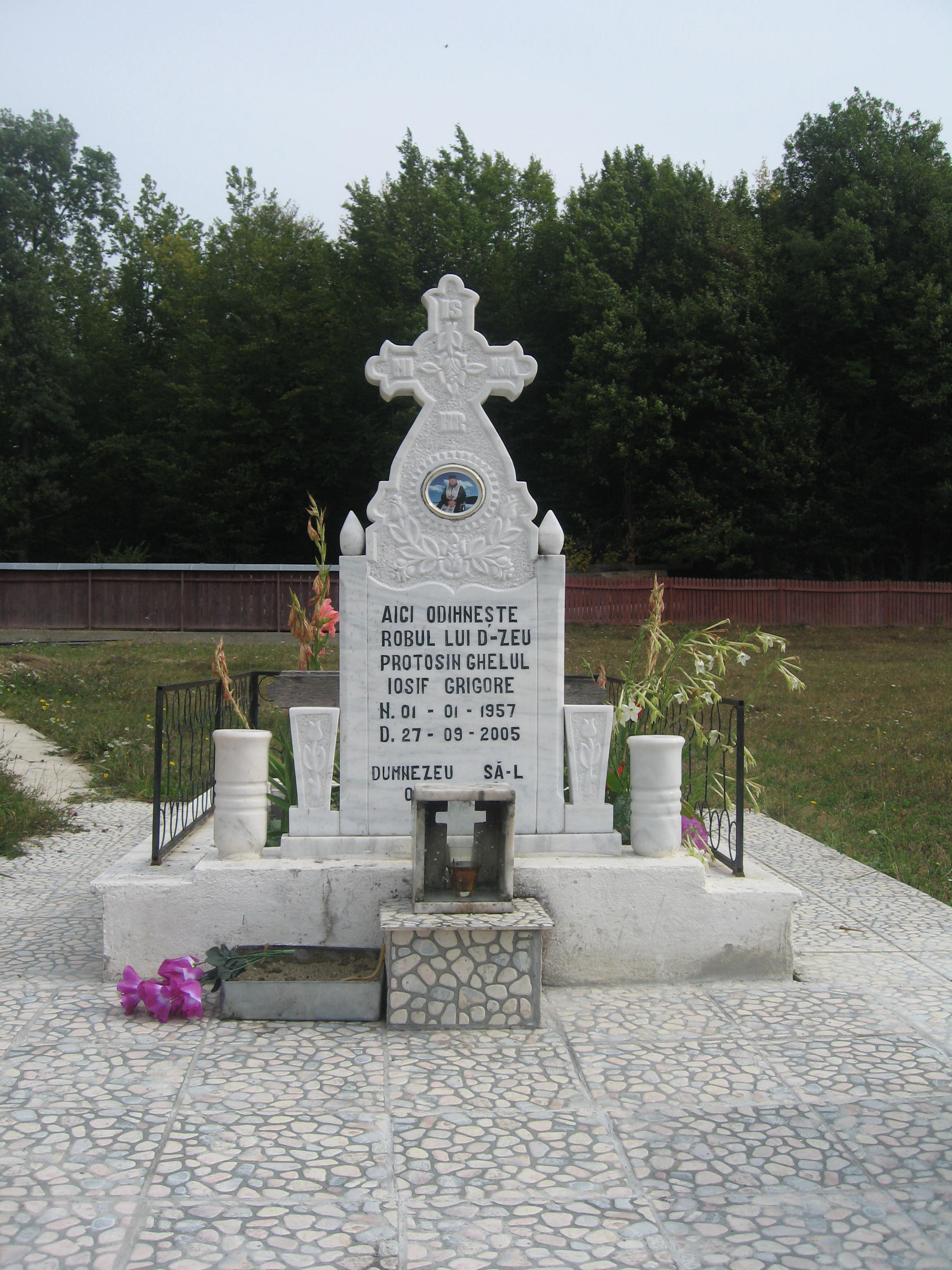
Mormântul protosinghelului Iosif Grigore (1957-2005) lângă zidul bisericii